# Aphanosperma orientalis
Aphanosperma orientalis is een keversoort uit de familie van de boktorren (Cerambycidae). De wetenschappelijke naam van de soort werd in 1969 gepubliceerd door Britton.